# Dave Gilbert
Dave Gilbert (31 marzo 1976) è un autore di videogiochi statunitense.
Crea le sue avventure grafiche tramite l'applicazione Adventure Game Studio. Ha iniziato realizzando giochi freeware, per poi fondare nel 2006 una sua casa di produzione, la Wadjet Eye Games. I primi giochi rilasciati in commercio sono stati The Shivah e The Blackwell Legacy, primo dei cinque episodi della serie Blackwell.

## Biografia
Gilbert pur sostenendo di non essere religioso, afferma di sentire un forte legame con il retaggio culturale ebraico. Ha inoltre vissuto alcuni anni in Corea del Sud insegnando inglese. Attualmente vive a New York con sua moglie, Janet, e sua figlia, Eve.

## Carriera
Nel 2001 crea la sua prima avventura grafica, The Repossessor nel 2001, il italiano, Il Pignoratore. Si tratta di un videogioco appartenente alla serie iniziata da Ben Croshaw, Reality-on-the-Norm, per la quale ha realizzato in seguito altri tre titoli. Nel 2003 ha rilasciato Bestowers of Eternity — Part One, in italiano, i Dispensatori dell'Eternità. un gioco incentrato su una giovane donna che, alla morte della zia, entra in possesso dell'eredità di famiglia: un fantasma. Questa avventura ha vinto diversi premi nel 2003.
Nel 2004, Gilbert ha partecipato ad un concorso organizzato dal forum dell'Adventure Game Studio realizzando l'avventura Two of a Kind. In italiano, Due del suo Genere. Il gioco prevede la possibilità di giocare con due personaggi con caratteristiche e personalità differenti, cosa insolita per le avventure grafiche dell'epoca. Two of a Kind ha ricevuto il premio AGS per il miglior gameplay.
Nel 2006 ha prodotto The Shivah, uno dei primi videogiochi aventi come protagonista un rabbino, per il MAGS, il concorso mensile dell' AGS, che poi ha vinto. Dopo l'uscita, Gilbert ha modificato la versione freeware migliorandone la grafica, introducendo nuovi enigmi e aggiungendo il doppiaggio, rilasciandola poi a livello commerciale. Il gioco ha ricevuto buone recensioni e una certa attenzione da parte della stampa, principalmente per l'argomento trattato, ma ricevuto qualche critica dalla stampa israeliana.
Dopo queste esperienze positive, Gilbert decise di diventare sviluppatore di videogiochi a tempo pieno. Nel 2006 ha fondato la Wadjet Eye Games per vendere The Shivah e i titoli successivi. Nel dicembre dello stesso anno ha rilasciato The Blackwell Legacy, in italiano l'Eredità di Blackwell. Si tratta di una riedizione, nettamente migliorata e ampliata, di Bestowers of Eternity. The Blackwell Legacy venne realizzato come il primo episodio di una serie. Il secondo episodio, un prequel chiamato Blackwell Unbound, è stato rilasciato il 4 settembre 2007. Nel 2009 la Wadjet Eye Games ha rilasciato per l'editore PlayFirst l'avventura Emerald City Confidential, un noir ambientato nel a Paese di Oz.

## Giochi

### Sviluppati
Freeware
- The Repossessor (Reality-on-the Norm) (2001)[6]
- The Postman Only Dies Once (Reality-on-the Norm) (2001)[7]
- Purity of the Surf (Reality-on-the Norm) (2003)[8]
- A Better Mousetrap (Reality-on-the Norm) (2003)[9]
- Bestowers of Eternity - part one (Adventure Game Studio) (2003)[10]
- Two of a Kind (Adventure Game Studio) (2004)[11]

Commerciali (Wadjet Eye Games)
- The Shivah (2006)
- Blackwell (serie)
  - The Blackwell Legacy (2006)
  - Blackwell Unbound (2007)
  - Blackwell Convergence (2009)
  - The Blackwell Deception (2011)
  - Blackwell Epiphany (2014)
- Emerald City Confidential (2009)
- Unavowed (2018)

### Prodotti
- Puzzle Bots (2010)
- Gemini Rue (2011)
- Da New Guys (2012)
- Resonance (2012)
- Primordia (2012)
- A Golden Wake (2014)
- Technobabylon (2015)
- Shardlight (2016)